# 庫爾恰洛伊區
庫爾恰洛伊區（俄语：Курчалоевский район），是俄羅斯的一個區，位於該國西南部，由車臣共和國負責管轄，面積975平方公里，2010年人口114,039，人口密度每平方公里116.96人。